# Cyllene
Cyllene (XLVIII, S/2003 J13) är en av Jupiters månar. Den upptäcktes 2003 av en grupp astronomer vid University of Hawaii under ledning av Scott S. Sheppard. Cyllene är cirka 2 kilometer i diameter och roterar kring Jupiter på ett avstånd av cirka 23 951 000 kilometer.